# Öldzijbajaryn Düürenbajar
Öldzijbajaryn Düürenbajar (mong. Өлзийбаярын Дүүрэнбаяр; ur. 31 stycznia 1994) – mongolski judoka. Olimpijczyk z Tokio 2020, gdzie zajął siedemnaste miejsce w wadze ciężkiej.
Brązowy medalista mistrzostw świata w 2018; uczestnik zawodów w 2013, 2017, 2019 i 2021. Startował w Pucharze Świata w latach 2012-2015. 
Wicemistrz igrzysk azjatyckich w 2014 i 2018. Trzeci na mistrzostwach Azji w 2017. Wygrał wojskowe MŚ w 2016 roku.
Chorąży reprezentacji na igrzyskach w 2020 roku.

## Letnie Igrzyska Olimpijskie 2020
| Konkurencja | Eliminacje                 | Klas. końcowa |
| Konkurencja | Przeciwnik I               | Miejsce       |
| ----------- | -------------------------- | ------------- |
| +100 kg     | Bekmurod Oltiboyev (UZB) P | 17.           |